# Kazazov (Adiguesia)
Kazazov (del ruso: Казазов) es un jútor del raión de Teuchezh en la república de Adiguesia de Rusia. Está situado a orillas del embalse de Krasnodar, 16 km al oeste de Ponezhukái y 80 km al noroeste de Maikop, la capital de la república. Tenía 272 habitantes en 2010
Pertenece al municipio Pchegatlukáiskoye.